# Druckverbreiterung
Die Druckverbreiterung {\displaystyle \Delta \lambda _{p}}, auch als Stoßverbreiterung bezeichnet, ist ein physikalischer Effekt, welcher das Lichtspektrum eines Stoffes beeinflusst. 

## Übersicht
In der Theorie führen Übergänge zwischen den verschiedenen diskreten Energieniveaus eines Moleküls zur Aussendung bzw. Absorption von Photonen einer ganz bestimmten Energie, also einer bestimmten Wellenlänge. Demzufolge bestünde das Lichtspektrum nur aus einigen diskreten Linien.
In einem realen Spektrum wird aber für jeden Übergang nicht nur eine einzelne Wellenlänge {\displaystyle \lambda } gemessen, sondern immer eine Schar von Wellenlängen um den eigentlichen Übergang herum, man spricht auch von einer „spektralen Unschärfe“. Dafür ist neben der natürlichen Linienbreite und der Dopplerverbreiterung auch die Druckverbreiterung eine Ursache. Sie beschreibt denjenigen Anteil der spektralen Unschärfe, welcher aufgrund der Wechselwirkung mit anderen Atomen entsteht.
Die Druckverbreiterung ist nur bei Linien mit geringer natürlicher Linienbreite, also einem zeitlich ausgedehnten Abstrahlungs- oder Absorptionsvorgang, relevant. Wenn während dieses Übergangs das Molekül durch einen Stoß mit einem anderen Teilchen wechselwirkt, kommt es zu einer kurzen Frequenzänderung. Dies hat den Effekt, dass die Phase der Schwingung nach dem Stoß nicht mehr zur Phase vor dem Stoß passt. Bei hohem Druck gibt es viele Stöße, dann wird die Frequenzschärfe nicht mehr von der Dauer des Strahlungsprozesses bestimmt, sondern von der mittleren Zeit zwischen zwei Stößen.
Diese einfache Beschreibung gilt nur für kurzreichweitige Wechselwirkungen zwischen den Teilchen. Die statistische Verteilung der Stöße führt dann zu einem Lorentz-Profil, in Kombination mit der Doppler-Verbreiterung zu einem Voigt-Profil. Bei langreichweitigen Wechselwirkungen dagegen sind Abweichungen zu beobachten, insbesondere gibt es dann durch die bloße Anwesenheit von Nachbarn eine statische Druckverbreiterung, die – anders als die Stoßverbreiterung – nicht mit der Temperatur zunimmt.

## Abschätzung
Die Druckverbreiterung lässt sich mit der durchschnittlichen Zeit {\displaystyle \Delta t} zwischen Kollisionen abschätzen, die in guter Näherung gleich der mittleren freien Weglänge {\displaystyle l} (für ein einfaches Gas) zwischen zwei Stößen geteilt durch die Durchschnittsgeschwindigkeit {\displaystyle v} der Atome ist:
{\displaystyle \Delta t={\frac {l}{v}}={\frac {1}{n\sigma }}{\frac {1}{\sqrt {\frac {3k_{\mathrm {B} }T}{m}}}}}
mit
- der Teilchendichte {\displaystyle n},
- dem Streuquerschnitt {\displaystyle \sigma },
- der Boltzmann-Konstanten {\displaystyle k_{\mathrm {B} }},
- der Temperatur {\displaystyle T},
- der Atommasse {\displaystyle m}.

Für die Linienverbreiterung ergibt sich dann
{\displaystyle \Delta \lambda \approx {\frac {\lambda ^{2}}{\pi c\,\Delta t}}\approx {\frac {\lambda ^{2}}{\pi c}}n\sigma {\sqrt {\frac {3k_{\mathrm {B} }T}{m}}}},
wobei {\displaystyle c} die Lichtgeschwindigkeit ist.

## Beispiel
Die Druckverbreiterung der Hα-Linie ({\displaystyle \lambda =656{,}28\,\mathrm {nm} }) in der Sonne ergibt sich bei
- der Masse {\displaystyle m=1{,}7\cdot 10^{-27}\,\mathrm {kg} } eines Wasserstoffatoms,
- einer Teilchenzahldichte {\displaystyle n\approx 1{,}5\cdot 10^{23}\,\mathrm {m} ^{-3}},
- dem Streuquerschnitt {\displaystyle \sigma \approx 10^{-21}\,\mathrm {m} ^{2}} und
- einer Temperatur {\displaystyle T\approx 5770\,\mathrm {K} } in der Photosphäre

zu etwa
{\displaystyle \Delta \lambda _{p}\approx 6{,}6\cdot 10^{-7}\,\mathrm {nm} }.
Damit ist sie weit geringer als die natürliche Linienverbreiterung der Hα-Linie von Wasserstoff ({\displaystyle \Delta \lambda _{N}\approx 5\cdot 10^{-5}\,\mathrm {nm} }) und spielt keine große Rolle.